# Il Discobolo
Il Discobolo è stato un programma radiofonico di musica andato in onda dal 1953 al 1961.

## Storia
Fino alla fine degli anni cinquanta la maggior parte della musica leggera alla radio era trasmessa dal vivo, eseguita dalle orchestre dirette da maestri famosi come Cinico Angelini e Pippo Barzizza.
Vittorio Zivelli pensò invece ad un piccolo spazio in cui proporre l'ascolto di un disco al giorno. Questo significava ampliare l'orizzonte delle proposte alla musica straniera, soprattutto americana. Così furono fatti conoscere in Italia Count Basie e Cole Porter, Elvis Presley e Little Richard, i Platters e Paul Anka, Pat Boone e Neil Sedaka
.
Inizialmente la trasmissione era condotta da Zivelli, successivamente da Nico Rienzi, e Renzo Nissim, poi venne scelto come conduttore Gigi Ortuso.
Il Discobolo andava in onda tutti i giorni dalle 13.50 alle 13.55. Alla domenica c'era uno speciale dalle 15.00 alle 15.30.